# K. Michel
K. Michel (pseudoniem van Michael Maria Kuijpers, Tilburg, 13 augustus 1958) is een Nederlands dichter.

## Biografie
Michels literaire loopbaan begint met samenwerkingen. Van 1982 tot 1985 maakt hij met Arjen Duinker het vrolijk experimentele periodiek Aap Noot Mies en in 1988 schrijft hij samen met Jaap Boots, Melle Hammer en Chris Keulemans het feuilleton Domino in het weekblad De Tijd. Zijn solodebuut komt in 1989 met de bundel Ja! Naakt als de stenen die meteen opvalt door zijn uitbundigheid, het ongeneerde gebruik van het uitroepteken en het combineren van humor en filosofische noties. Het begin van een titelloos gedicht:
Dichter!
Kam je haar, poets je schoenen!
Trek je innerlijk aan!
We gaan de wind een hand geven.
We gaan de horizon begroeten.
Zoveel te zien! Zoveel te doen!
We gaan de taal van de vogels leren.
We eten het zand van de tijd.
We blazen de wereld als een glas.
Ja! De namen zijn adem.
Het licht is een vogelkreet.
De waarheid een fabel.
(...)
Hierna komen de bundels Boem de nacht, Waterstudies en Kleur de schaduwen. Hoewel de lichtvoetigheid in Michels werk nooit verdwijnt, maakt de uitbundigheid wel geleidelijk plaats voor een rustiger toon en schuwt hij ook de donkere kanten van het bestaan niet: 'Later in de keuken wordt ze bezocht/ door het gevoel dat het niet haar/ handen maar die van de moeder zijn die/ door haar lichaam heen de koelkast leeggraaien' (uit 'De handen in het meisje', Boem de nacht, 1994).
Michels poëzie krijgt vaak enthousiaste kritieken. Meerdere bundels beleven herdrukken, sommige worden bekroond met literaire prijzen en het werk is vertaald in onder andere Engels, Spaans en Zweeds.
K. Michel won met zijn bundel "Bij eb is je eiland groter" de Guido Gezelleprijs in 2012. De Guido Gezelleprijs is een 3-jaarlijkse prijs voor het beste poëzie-werk en wordt uitgereikt door de dienst Cultuur van de stad Brugge.

## Ander werk
Michel heeft ook proza geschreven. Vrijwel tegelijkertijd met zijn debuut verschijnt bij uitgeverij Perdu de prozabundel Tingeling die later wordt uitgebreid en als Tingeling & Totus bij Meulenhoff verschijnt. Het Onafhankelijk Toneel bewerkt dit in 1999 tot een gelijknamige theatervoorstelling.
Hij vertaalde werk van andere dichters zoals César Vallejo, Octavio Paz en (samen met Hans Kloos) Michael Ondaatje en Russell Edson.
Daarnaast is hij geruime tijd redacteur van het literaire tijdschrift Raster.